# NGC 5634
NGC 5634 (również GCL 28) – gromada kulista znajdująca się w gwiazdozbiorze Panny. Odkrył ją William Herschel 5 marca 1785 roku. Jest położona w odległości ok. 82,2 tys. lat świetlnych od Słońca oraz 69,15 tys. lat świetlnych od centrum Galaktyki.